# Mike Pierce
Michael Adam Pierce (Portland, 1 de setembro de 1980) é um lutador americano de artes marciais mistas, atualmente compete no Peso Meio Médio do Ultimate Fighting Championship.

## Carreira no MMA
Antes de competir nas artes marciais mistas, ele lutou pela Universidade do Estado de Portland.

### Ultimate Fighting Championship
Pierce derrotou o ex-desafiante do título do WEC Brock Larson por decisão unânime em sua estréia no UFC no UFC Fight Night 19.
Pierce era esperado para enfrentar Josh Koscheck em 11 de Janeiro de 2010 no UFC Fight Night 20. Porém, Koscheck mudou-se para o UFC 106 para enfrentar Anthony Johnson e Pierce então enfrentou Jon Fitch em 12 de Dezembro de 2009 no UFC 107. Após perder os dois primeiros rounds, Pierce dominou o fim do terceiro round, quase finalizando Fitch. Ele perdeu para Fitch por decisão unânime.
Pierce era esperado para enfrentar Rob Kimmons em 21 de Março de 2010 no UFC Live: Vera vs. Jones, porém Kimmons foi forçado a se retirar do card com uma lesão. Pierce então enfrentou o estreante no UFC Julio Paulino. Pierce venceu por decisão unânime.
Pierce novamente enfrentou outro estreante no UFC, Amilcar Alves em 28 de Agosto de 2010 no UFC 118. Ele venceu a luta por finalização no terceiro round.
Pela terceira vez consecutiva Pierce enfrentou um estreante do UFC contra Kenny Robertson em 5 de Fevereiro de 2011 no UFC 126. Ele venceu a luta por nocaute técnico no segundo round.
Pierce enfrentou Johny Hendricks em 6 de Agosto de 2011 no UFC 133. Pierce perdeu a luta por decisão dividida.
No UFC on Fox: Velasquez vs. Dos Santos, em 12 de Novembro de 2011, Pierce enfrentou Paul Bradley em uma revanche do circuito regional. Ele venceu a luta por decisão dividida.
Pierce enfrentou Josh Koscheck em 4 de Fevereiro de 2012 no UFC 143. Ele perdeu por decisão dividida.
Pierce derrotou Carlos Eduardo Rocha por decisão unânime em 8 de Junho de 2012 no UFC on FX: Johnson vs. McCall. Originalmente 2 juízes marcaram a luta como 30-27 para Pierce, e o 3° juiz inexplicavelmente marcou 30-27 para Rocha. Porém, mais tarde foi anunciado que o juiz, Ric Bays, marcou a luta para o córner errado e a vitória foi mudada para decisão unânime.
Pierce enfrentou Aaron Simpson em 5 de Outubro de 2012 no UFC on FX: Browne vs. Pezão. Após um primeiro round dominante para Simpson, quase finalizando Pierce em duas ocasiões, Pierce deu uma reviravolta, e 29 segundos do segundo round, nocauteou Simpson com um soco.
Pierce enfrentou Seth Baczynski em 15 de Dezembro de 2012 no UFC on FX: Sotiropoulos vs. Pearson, substituindo o lesionado Kyle Noke. Ele venceu a luta por decisão unânime.
Pierce enfrentou David Mitchell em 6 de Julho de 2013 no UFC 162 e venceu a luta por nocaute técnico no segundo round.
Pierce foi derrotado pelo brasileiro Rousimar Palhares no UFC Fight Night: Maia vs. Shields com uma bonita chave de calcanhar bem no início da luta.
Pierce era esperado para enfrentar Demian Maia em 31 de Maio de 2014 no UFC Fight Night: Sonnen vs. Wanderlei. Porém, uma lesão o tirou do evento, e ele foi substituído por Alexander Yakovlev.
Após dois anos fora do octógono, Pierce enfrentou Ryan LaFlare em 11 de Dezembro de 2015 no TUF 22 Finale. Ele foi derrotado por decisão unânime

## Cartel no MMA
| Cartel no MMA   |             |            |
| 24 lutas        | 17 vitórias | 7 derrotas |
| Por nocaute     | 8           | 0          |
| Por finalização | 1           | 1          |
| Por decisão     | 8           | 6          |

| Res.    | Cartel | Oponente             | Método                               | Evento                               | Data       | Round | Tempo | Local                      | Notas                       |
| ------- | ------ | -------------------- | ------------------------------------ | ------------------------------------ | ---------- | ----- | ----- | -------------------------- | --------------------------- |
| Derrota | 17-7   | Ryan LaFlare         | Decisão (unânime)                    | TUF 22 Finale                        | 11/12/2015 | 3     | 5:00  | Las Vegas, Nevada          |                             |
| Derrota | 17-6   | Rousimar Palhares    | Finalização (chave de calcanhar)     | UFC Fight Night: Maia vs. Shields    | 09/10/2013 | 1     | 0:31  | Barueri, São Paulo         |                             |
| Vitória | 17-5   | David Mitchell       | Nocaute Técnico (socos)              | UFC 162: Silva vs. Weidman           | 06/07/2013 | 2     | 2:55  | Las Vegas, Nevada          |                             |
| Vitória | 16–5   | Seth Baczynski       | Decisão (unânime)                    | UFC on FX: Sotiropoulos vs. Pearson  | 15/12/2012 | 3     | 5:00  | Gold Coast, Queensland     |                             |
| Vitória | 15–5   | Aaron Simpson        | Nocaute (soco)                       | UFC on FX: Browne vs. Pezão          | 05/10/2012 | 2     | 0:29  | Minneapolis, Minnesota     |                             |
| Vitória | 14–5   | Carlos Eduardo Rocha | Decisão (unânime)                    | UFC on FX: Johnson vs. McCall        | 08/06/2012 | 3     | 5:00  | Sunrise, Florida           |                             |
| Derrota | 13–5   | Josh Koscheck        | Decisão (dividida)                   | UFC 143: Diaz vs. Condit             | 04/02/2012 | 3     | 5:00  | Las Vegas, Nevada          |                             |
| Vitória | 13–4   | Paul Bradley         | Decisão (dividida)                   | UFC on Fox: Velasquez vs. Dos Santos | 12/11/2011 | 3     | 5:00  | Anaheim, California        |                             |
| Derrota | 12–4   | Johny Hendricks      | Decisão (dividida)                   | UFC 133: Evans vs. Ortiz II          | 06/08/2011 | 3     | 5:00  | Philadelphia, Pennsylvania |                             |
| Vitória | 12–3   | Kenny Robertson      | Nocaute Técnico (socos)              | UFC 126: Silva vs. Belfort           | 05/02/2011 | 2     | 0:29  | Las Vegas, Nevada          |                             |
| Vitória | 11–3   | Amilcar Alves        | Finalização (chave de braço reta)    | UFC 118: Edgar vs. Penn II           | 28/08/2010 | 3     | 3:11  | Boston, Massachusetts      |                             |
| Vitória | 10–3   | Julio Paulino        | Decisão (unânime)                    | UFC Live: Vera vs. Jones             | 21/03/2010 | 3     | 5:00  | Broomfield, Colorado       |                             |
| Derrota | 9–3    | Jon Fitch            | Decisão (unânime)                    | UFC 107: Penn vs. Sanchez            | 12/11/2009 | 3     | 5:00  | Memphis, Tennessee         |                             |
| Vitória | 9–2    | Brock Larson         | Decisão (unânime)                    | UFC Fight Night: Diaz vs. Guillard   | 16/09/2009 | 3     | 5:00  | Oklahoma City, Oklahoma    |                             |
| Vitória | 8–2    | Paul Bradley         | Decisão (unânime)                    | RIE 2: Brotherly Love Brawl          | 30/04/2009 | 3     | 5:00  | Oaks, Pennsylvania         |                             |
| Vitória | 7–2    | Justin Haskins       | Nocaute Técnico (socos)              | WEC 39: Brown vs. Garcia             | 01/03/2009 | 3     | 3:39  | Corpus Christi, Texas      |                             |
| Vitória | 6–2    | Sean Huffman         | Nocaute Técnico (socos)              | Carnage at the Creek 4               | 22/11/2008 | 2     | 4:40  | Shelton, Washington        |                             |
| Vitória | 5–2    | Mark Miller          | Nocaute Técnico (interrupção médica) | SF 24: Domination                    | 19/09/2008 | 2     | 1:38  | Portland, Oregon           |                             |
| Vitória | 4–2    | Jake Paul            | Decisão (unânime)                    | EWC: Summer Slaughter                | 02/08/2008 | 3     | 5:00  | Salem, Oregon              |                             |
| Derrota | 3–2    | Nathan Coy           | Decisão (unânime)                    | SF 23: Heated Rivals                 | 20/06/2008 | 5     | 5:00  | Portland, Oregon           | Pelo Título dos Meio Médios |
| Vitória | 3–1    | Ed Nuno              | Decisão (unânime)                    | SF 21: Seasons Beatings              | 22/12/2007 | 3     | 5:00  | Portland, Oregon           |                             |
| Vitória | 2–1    | Mike Dolce           | Nocaute Técnico (socos)              | SF 20: Homecoming                    | 27/10/2007 | 1     | N/A   | Portland, Oregon           |                             |
| Derrota | 1–1    | Mark Muñoz           | Decisão (unânime)                    | GC 69: Bad Intentions                | 22/09/2007 | 3     | 5:00  | Sacramento, California     | Luta nos Médios             |
| Vitória | 1–0    | Nick Gilardi         | Nocaute Técnico (interrupção médica) | Elite Warriors Championship          | 02/06/2007 | 2     | 4:54  | Portland, Oregon           |                             |